# Eremogone zargariana
Eremogone zargariana är en nejlikväxtart som först beskrevs av Ahmed Ahmad Parsa, och fick sitt nu gällande namn av J. Holub. Eremogone zargariana ingår i släktet Eremogone och familjen nejlikväxter. Inga underarter finns listade i Catalogue of Life.